# Grazie (Meine Schönsten Lieder - Meine Größten Erfolge)
Grazie (Meine Schönsten Lieder - Meine Größten Erfolge) este o compilație din discografia lui Al Bano publicată doar în Austria și Germania în 1999. Conține melodii de pe albumele Concerto classico, Ancora in volo dar și material inedit: 3 colinde și un duet cu Milva.

## Track list
1. Notte di Buon Natale (Conquest of paradise)  (Vangelis, Albano Carrisi, Fabrizio Berlincioni)
2. Nel sole  (Albano Carrisi, Pino Massara, Vito Pallavicini)
3. Buona notte amore mio  (Jacques Offenbach, Albano Carrisi, Ermanno Croce - Barcarolă din opera Povestirile lui Hoffmann)
4. Il mio concerto per te  (Piotr Ilici Ceaikovski, Andrea Lo Vecchio, Albano Carrisi - Concert pentru pian nr. 1 în Si bemol minor, op. 23)
5. La nostra serenata  (Franz Schubert, Albano Carrisi, Vito Pallavicini - Serenadă din opera Leise flehen meine Lieder/Ständchen D 957 nr. 4)
6. Io di notte (Zuviele nächte ohne dich) (Al Bano & Milva)  (Albano Carrisi, Pino Massara, Alessandro Colombini, Bernard Meinunger)
7. Ancora in volo  (Albano Carrisi, Marcucci, Massimo Bizzarri)
8. Giochi del tempo  (Romina Power - Romanță anonimă)
9. Santa Lucia  (Teodoro Cottrau)
10. Tu dove sei  (Fryderyk Chopin, Albano Carrisi, Vito Pallavicini - Studiul op. 10 n. 3 "Tristesse")
11. Ave Maria  (Johann Sebastian Bach, Charles Gounod - Preludiul nr. 1 din Clavecinul bine temperat)
12. Mille cherubini in coro  (Franz Schubert, Albano Carrisi, Fabrizio Berlincioni)
13. Bianco Natale  (Irving Berlin, Filibello)